# الهندوسية في البرازيل

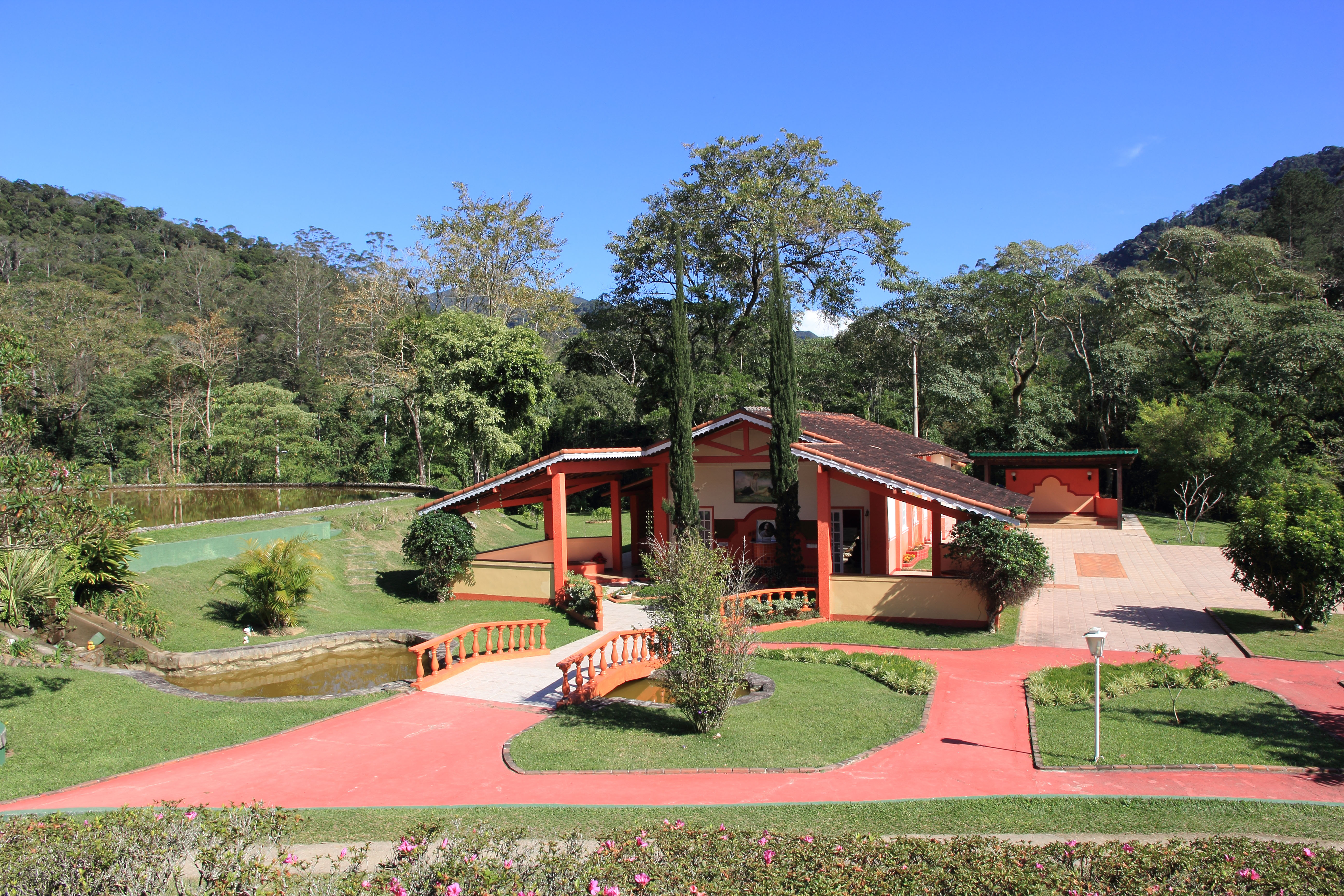
هير كريشنا أشرم فراجابومي في تيريسوبوليس

الهندوسية هي أقلية دينية في البرازيل يتبعها حوالي 0.005٪ من سكانها. يتم تمثيل الهندوسية في البرازيل بشكل أساسي من قبل أناندا مارغا و براهما كوماريس و Osho Institute Brazil وحركة هاري كريشنا و Yoga In Bound و Brasil Gaudiya Math و Sri Chaitanya Saraswat Math e Organização Vrinda de Paramadweit.

## التركيبة السكانية
وفقًا لتعداد عام 2000, يوجد حوالي 2905 هندوسًا في البرازيل. وفقًا لتعداد عام 2011, يوجد حوالي 9500 هندوسي في البرازيل يشكلون 0.005٪ من سكان البرازيل.

## مجتمع معاصر
في عام 2018, تم استهداف بوابة مدخل معبد هاري كريشنا الواقع في كوريتيبا بالبرازيل من قبل جناة مجهولين. تم تشويه صورة كريشنا مع والدته يشودا.